# The Fairies' Hallowe'en
The Fairies' Hallowe'en er en amerikansk stumfilm fra 1910.